# Рибакі (Ломжинський повіт)
Рибакі (пол. Rybaki) — село в Польщі, у гміні Мястково Ломжинського повіту Підляського воєводства.
Населення — 120 осіб (2011).
У 1975-1998 роках село належало до Ломжинського воєводства.

## Демографія
Демографічна структура станом на 31 березня 2011 року:
|          | Загалом | Допрацездатний вік | Працездатний вік | Постпрацездатний вік |
| -------- | ------- | ------------------ | ---------------- | -------------------- |
| Чоловіки | 62      | 17                 | 34               | 11                   |
| Жінки    | 58      | 17                 | 30               | 11                   |
| Разом    | 120     | 34                 | 64               | 22                   |